# Forêts décidues sèches de Madagascar
Localisation
Les forêts décidues sèches de Madagascar forment une écorégion terrestre de forêts tropicales sèches situées dans la partie occidentale de Madagascar. Ces biotopes abritent un grand nombre d'espèces de plantes et d'animaux endémiques, mais a subi un déboisement massif à cause de l'agriculture. Ce processus est en cours et c'est pourquoi le WWF a placé ces forêts parmi les écorégions du Global 200, regroupant les régions les plus cruciales au monde pour la conservation de la nature. La zone du lac Manambolomaty en particulier est le foyer de nombreuses espèces de poissons et d'oiseaux. La zone abrite aussi les formations karstiques et de calcaire distinctives appelées tsingy, dont le site du patrimoine mondial de la réserve naturelle intégrale du Tsingy de Bemaraha.

## Faune endémique
Plusieurs vertébrés sont considérés comme endémiques de l'écorégion :
1. Anoures
  - Mantidactylus wittei
2. Tortues
  - Erymnochelys madagascariensis
  - Geochelone yniphora
  - Pyxis planicauda
3. Serpents
  - Dromicodryas quadrilineatus
  - Heteroliodon lava
  - Langaha pseudoalluaudi
  - Liophidium therezieni
  - Lycodryas citrinus
  - Lycodryas guentheri
  - Lycodryas pseudogranuliceps
  - Phisalixella variabilis
4. Geckos
  - Lygodactylus klemmeri
  - Lygodactylus praecox
  - Paroedura karstophila
  - Paroedura tanjaka
  - Paroedura vazimba
  - Phelsuma hielscheri
  - Uroplatus henkeli
5. Caméléons
  - Brookesia bonsi
  - Brookesia decaryi
  - Brookesia dentata
  - Brookesia perarmata
  - Furcifer angeli
  - Furcifer monoceras
  - Furcifer nicosiai
  - Furcifer rhinoceratus
6. Lézards
  - Amphiglossus ardouini
  - Amphiglossus reticulatus
  - Amphiglossus waterloti
  - Pygomeles petteri
  - Trachylepis tandrefana
  - Trachylepis tavaratra
  - Trachylepis volamenaloha
  - Voeltzkowia mira
  - Zonosaurus bemaraha
  - Zonosaurus tsingy
7. Oiseaux
  - Mesitornis variegata
  - Xenopirostris damii
8. Rongeurs
  - Macrotarsomys ingens
9. Primates
  - Avahi occidentalis
  - Eulemur cinereiceps
  - Lepilemur edwardsi
  - Microcebus ravelobensis
  - Microcebus sambiranensis
  - Microcebus tavaratra
  - Propithecus coquereli
  - Propithecus tattersalli

## Flore endémique

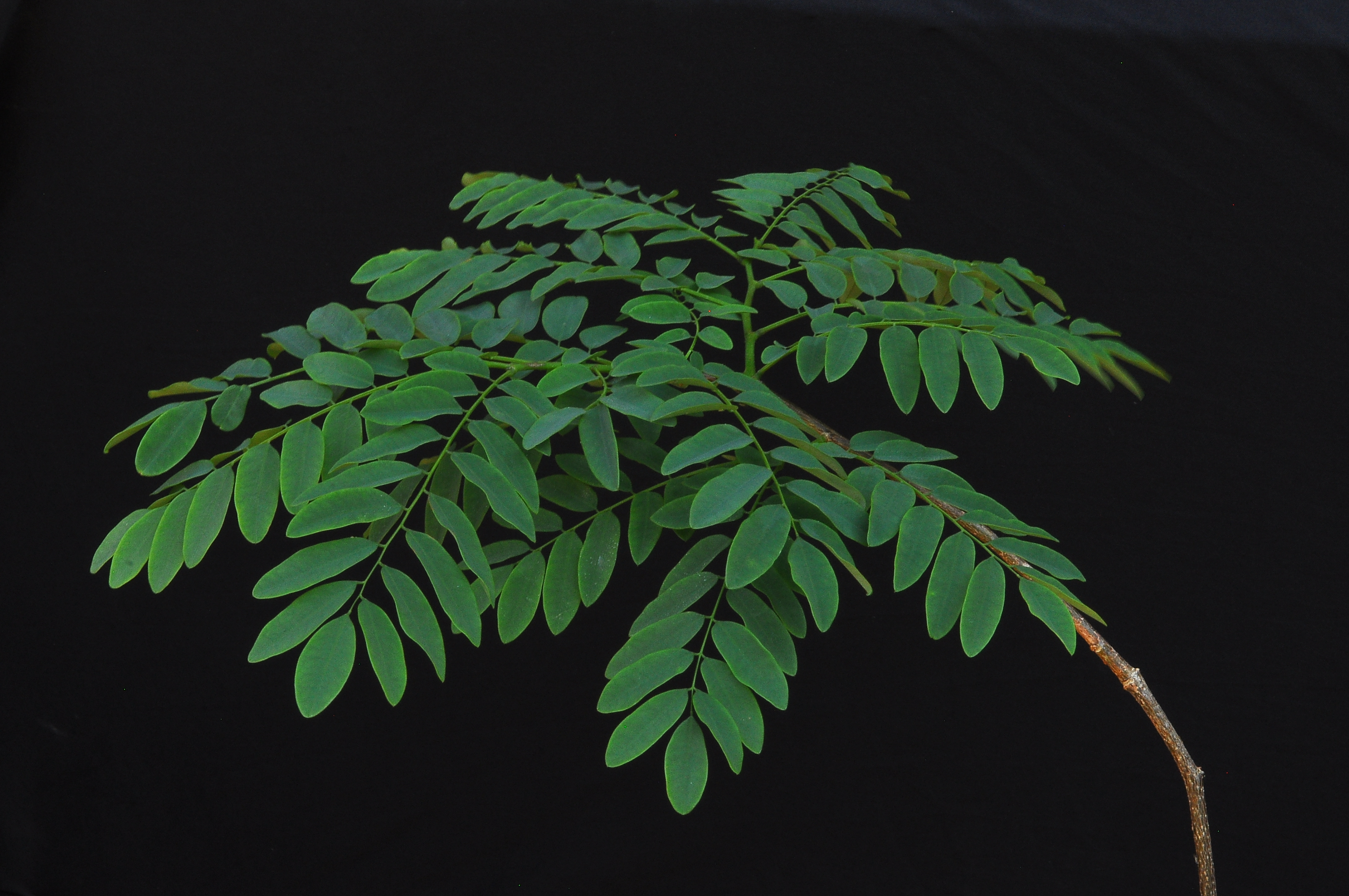
Plantule de Dalbergia chapelieri Baill. de Lakato, Moramanga

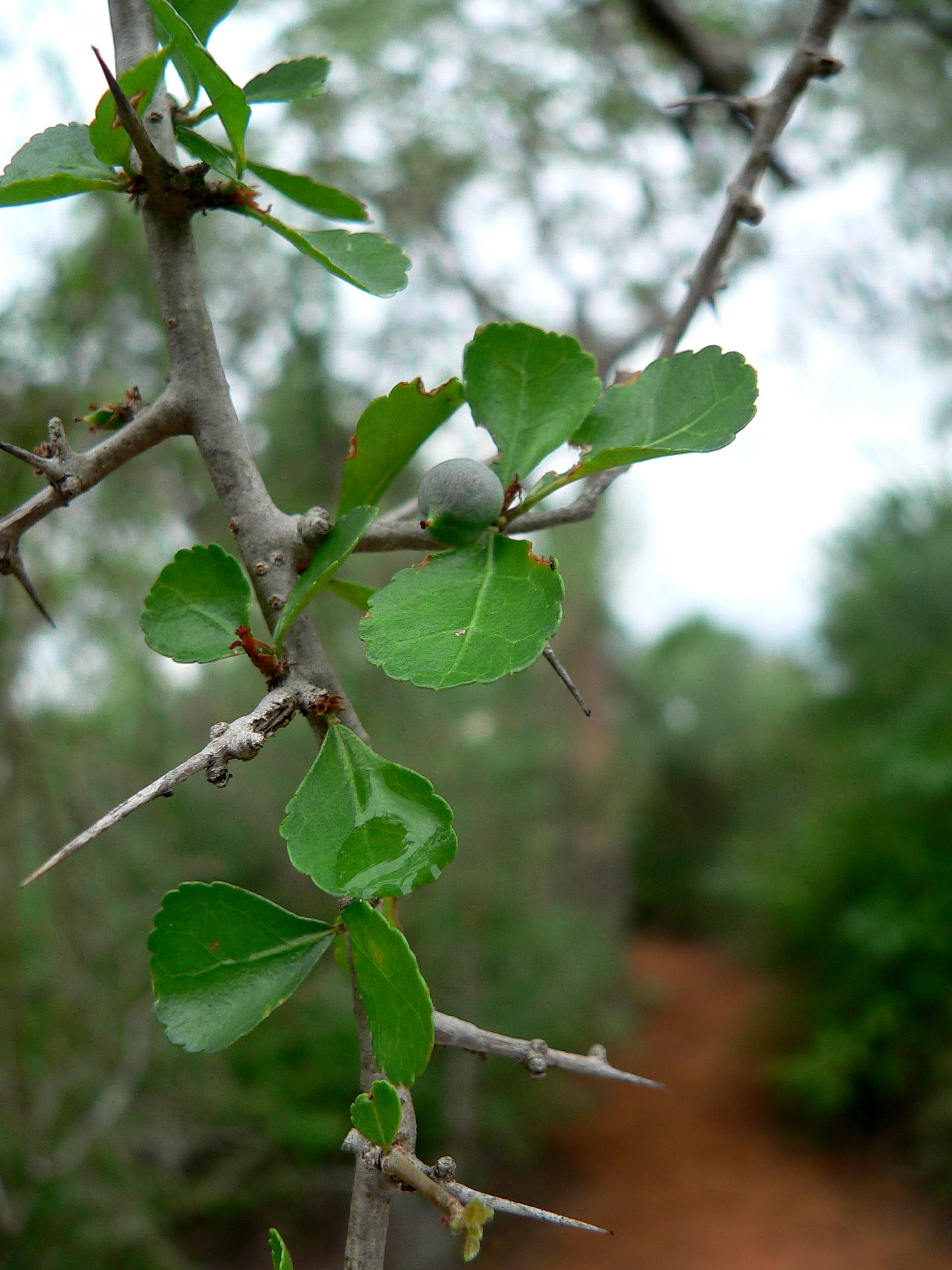
Commiphora simplicifolia (Burseraceae), feuilles et fruits, forêt épineuse à Mangily, ouest de Madagascar.

La flore des forêts de l'Ouest de Madagascar est très originale et ne comporte que peu d'espèces communes à celle des forêts du versant oriental. Les espèces caractéristiques sont Dalbergia spp, Commiphora spp, Hildegardia (en) spp, Cedrelopsis grevei… Les palmiers ne sont représentés que par deux espèces Bismarckia nobilis et Borassus madagascariensis.
On note l’absence de strate herbacée sauf le long des pistes, l'abondance des lianes, la floraison en saison sèche en l’absence de feuilles, ainsi que  plusieurs formes de xérophilie telles que la réduction de la surface foliaire, la pachycaulie, la spinescence. Certaines espèces sont munies de contreforts ou d'échasses (Pandanus), et les espèces épiphytes sont peu représentées.
Liste des espèces forestières endémiques de l'éco-région,,,,,,:
1. Acanthaceae
2. Anacardiaceae
3. Annonaceae
4. Apocynaceae
5. Arecaceae
6. Asclepiadaceae
7. Asteraceae
8. Begoniaceae
9. Bignoniaceae
10. Boraginaceae
11. Buxaceae
12. Capparaceae
13. Celastraceae
14. Clusiaceae
15. Combretaceae
16. Convolvulaceae
17. Didiereaceae
18. Ebenaceae
19. Erythroxylaceae
20. Euphorbiaceae
21. Fabaceae
22. Flacourtiaceae
23. Grossulariaceae
24. Lecythidaceae
25. Loganiaceae
26. Lythraceae
27. Malpighiaceae
28. Malvaceae
29. Melastomataceae
30. Meliaceae
31. Moraceae
32. Moringaceae
33. Ochnaceae
34. Pandanaceae
35. Pedaliaceae
36. Rhamnaceae
37. Rubiaceae
38. Rutaceae
39. Salvadoraceae
40. Sapindaceae
41. Sapotaceae
42. Sarcolaenaceae
43. Simaroubaceae
44. Solanaceae
45. Sphaerosepalaceae
46. Sterculiaceae
47. Thymelaeaceae
48. Tiliaceae
49. Turneraceae
50. Ulmaceae
51. Verbenaceae
52. Violaceae
53. Vitaceae